# Out of Our Heads
Out of Our Heads — третій «британський» та четвертий «американський» студійний альбом гурту «The Rolling Stones». Незважаючи на однакову назву, ці дві платівки мають суттєві відмінності у порядку пісень. У США альбом було представлено лейблом London Records 30 липня 1965 року, а у Великій Британії - лейблом Decca Records 24 вересня 1965 року. Ця платівка стала першою роботою гурту, яка очолила американський чарт Billboard і досягла 2 позиції у Британії. Альбом знаходиться на 114 позиції у «Списку 500 найкращих альбомів усіх часів за версією журналу Rolling Stone».

## Список пісень

### Британське видання

#### Сторона 1
1. «She Said Yeah»  — 1:34
2. «Mercy Mercy»  — 2:45
3. «Hitch Hike»  — 2:25
4. «That's How Strong My Love Is»  — 2:25
5. «Good Times»  — 1:58
6. «Gotta Get Away»  — 2:06

#### Сторона 2
1. «Talkin' 'Bout You»  — 2:31
2. «Cry to Me»  — 3:09
3. "Oh Baby "  — 2:08
4. «Heart of Stone»  — 2:50
5. «The Under Assistant West Coast Promotion Man»  — 3:07
6. «I'm Free[en]»  — 2:24

### Видання США

#### Сторона 1
1. «Mercy Mercy» — 2:45
2. «Hitch Hike[en]» — 2:25
3. «The Last Time[en]»  — 3:41
4. «That's How Strong My Love Is[en]» — 2:25
5. «Good Times» — 1:58
6. "I'm All Right "  — 2:23

#### Сторона 2
1. «Satisfaction»  — 3:43
2. «Cry to Me[en]» — 3:09
3. «The Under Assistant West Coast Promotion Man»  — 3:07
4. «Play with Fire[en]»  — 2:14
5. «The Spider and the Fly[en]»  — 3:38
6. «One More Try»  — 1:58

## Хіт-паради
Альбом
| Рік  | Хіт-парад        | Позиція |
| ---- | ---------------- | ------- |
| 1965 | UK Top 20 Albums | #2      |
| 1965 | Billboard 200    | #1      |

Сингли
| Рік  | Сингл                           | Хіт-парад             | Позиція |
| ---- | ------------------------------- | --------------------- | ------- |
| 1965 | «The Last Time»                 | UK Top 40 Singles     | #1      |
| 1965 | «(I Can't Get No) Satisfaction» | UK Top 40 Singles     | #1      |
| 1965 | «The Last Time»                 | The Billboard Hot 100 | #9      |
| 1965 | «Play with Fire»                | The Billboard Hot 100 | #96     |
| 1965 | «(I Can't Get No) Satisfaction» | The Billboard Hot 100 | #1      |
| 1965 | «(I Can't Get No) Satisfaction» | Billboard R&B Singles | #19     |